# 1998 FIFAワールドカップ・グループE
1998 FIFAワールドカップ グループEは、オランダ・メキシコ・ベルギー・韓国の4チームが組んだ。6月13日から6月25日まで6試合行い、オランダ・メキシコが決勝トーナメントへ進出した。

## 試合結果
| 順 | チーム   | 試 | 勝 | 分 | 敗 | 得 | 失 | 差 | 点 | 出場権                   |
| -- | -------- | -- | -- | -- | -- | -- | -- | -- | -- | ------------------------ |
| 1  | オランダ | 3  | 1  | 2  | 0  | 7  | 2  | +5 | 5  | ノックアウトステージ進出 |
| 2  | メキシコ | 3  | 1  | 2  | 0  | 7  | 5  | +2 | 5  | ノックアウトステージ進出 |
| 3  | ベルギー | 3  | 0  | 3  | 0  | 3  | 3  | 0  | 3  |                          |
| 4  | 韓国     | 3  | 0  | 1  | 2  | 2  | 9  | −7 | 1  |                          |

| 1998年6月13日 17:30 |

| 韓国        | 1 - 3    | メキシコ                                |
| 河錫舟 28分 | レポート | ペラエス 51分 · エルナンデス 74分, 84分 |

| スタッド・ジェルラン（リヨン） 観客数: 39,133人 主審: ギュンター・ベンケ |

| 1998年6月13日 21:00 |

| オランダ | 0 - 0    | ベルギー |
|          | レポート |          |

| スタッド・ド・フランス（サン＝ドニ） 観客数: 75,000人 主審: ピエルルイジ・コッリーナ |

| 1998年6月20日 17:30 |

| ベルギー                | 2 - 2    | メキシコ                                   |
| ヴィルモッツ 43分, 47分 | レポート | ガルシア・アスペ 55分 (PK) · ブランコ 62分 |

| スタッド・シャバン・デルマ（ボルドー） 観客数: 31,800人 主審: ヒュー・ダラス |

| 1998年6月20日 21:00 |

| オランダ                                                                                              | 5 - 0    | 韓国 |
| コクー 38分 · オーフェルマルス 42分 · ベルカンプ 71分 · ファン・ホーイドンク 80分 · R.デ・ブール 83分 | レポート |      |

| スタッド・ヴェロドローム（マルセイユ） 観客数: 55,000人 主審: リシャルト・ヴォイチック |

| 1998年6月25日 16:00 |

| オランダ                       | 2 - 2    | メキシコ                            |
| コクー 4分 · R.デ・ブール 18分 | レポート | ペラエス 75分 · エルナンデス 90+5分 |

| スタッド・ジョフロワ・ギシャール（サン＝テティエンヌ） 観客数: 30,600人 主審: アブドゥル・ラフマン・アル・ゼイド |

| 1998年6月25日 16:00 |

| ベルギー   | 1 - 1    | 韓国        |
| ニリス 7分 | レポート | 柳想鐵 71分 |

| パルク・デ・プランス（パリ） 観客数: 45,500人 主審: マルシオ・レゼンデ・デ・フレイタス |